# Agave potatorum
Agave potatorum är en sparrisväxtart som beskrevs av Joseph Gerhard Zuccarini. Agave potatorum ingår i släktet Agave och familjen sparrisväxter. Inga underarter finns listade i Catalogue of Life. Det svenska namnet är blåagave som inte ska föväxlas med Tequilaagave som på flera språk kallas "blå agave".

## Bildgalleri

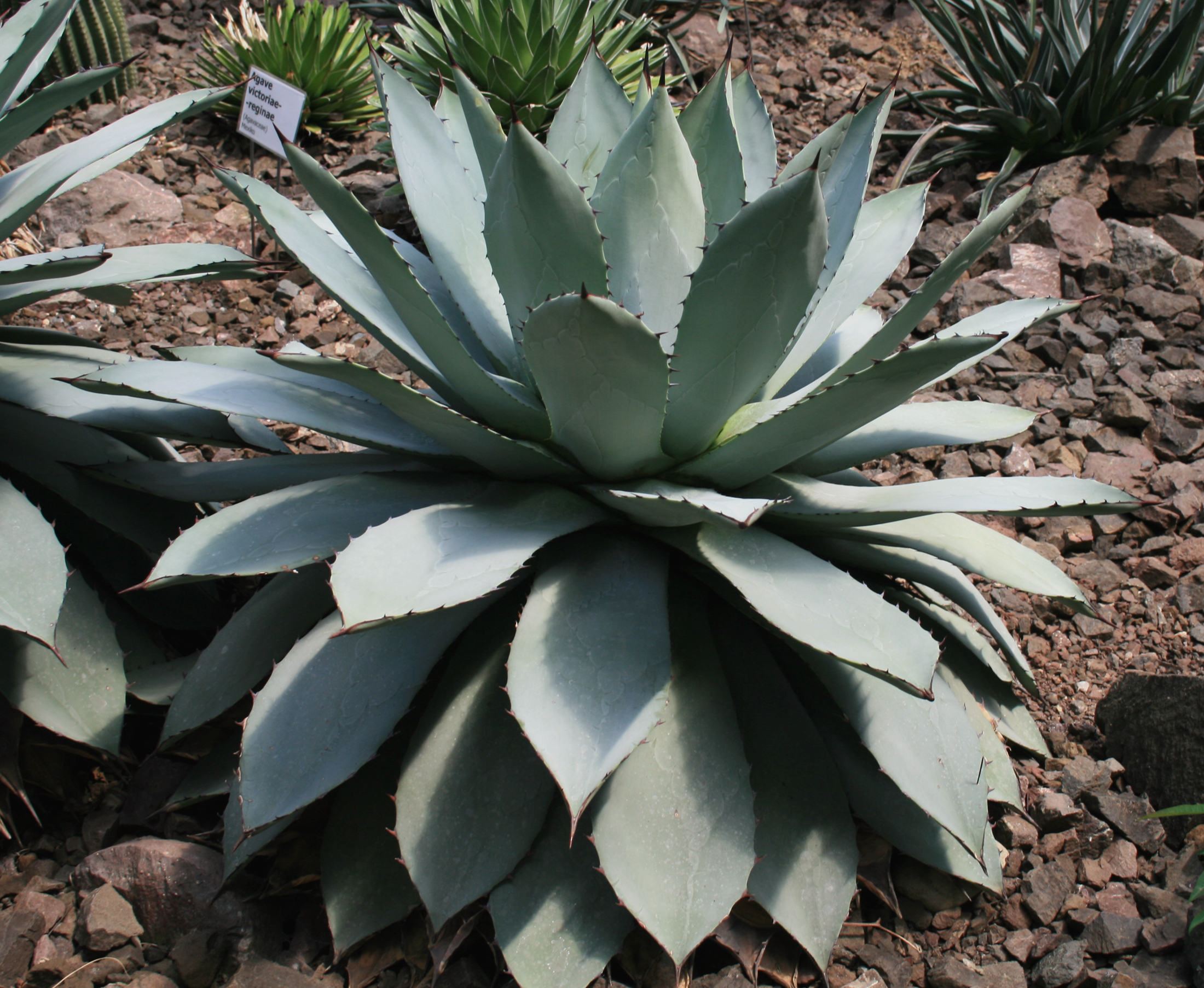
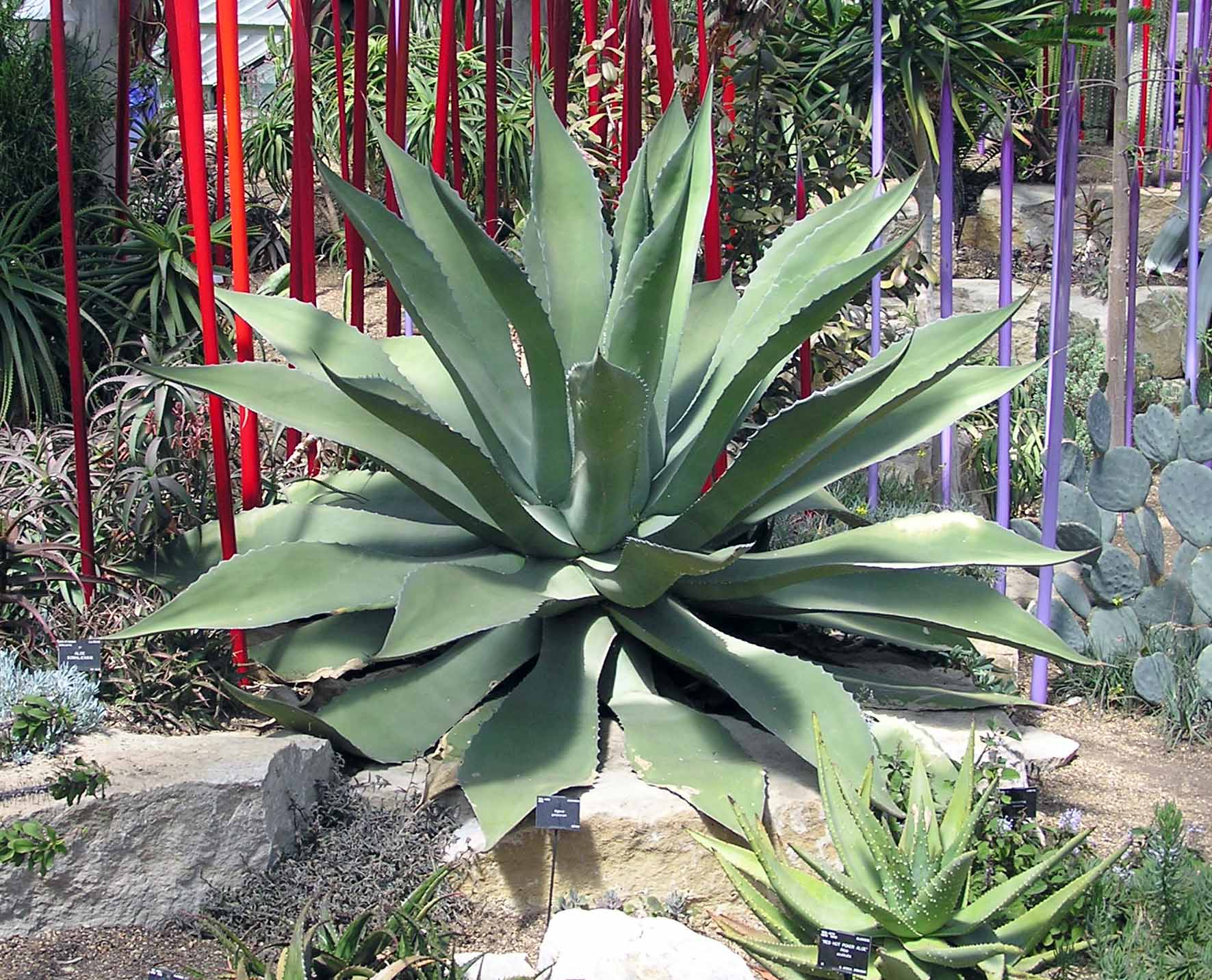
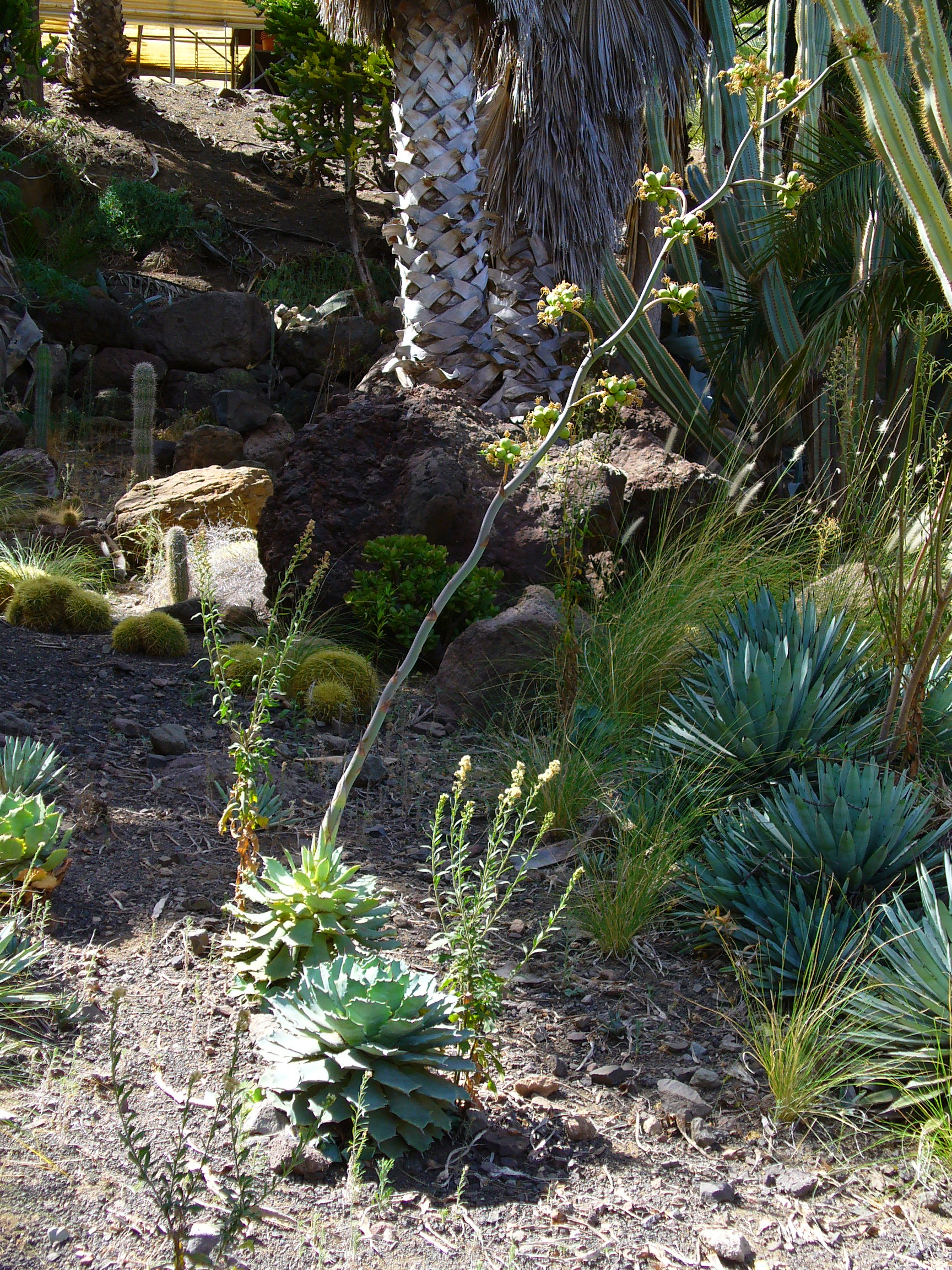
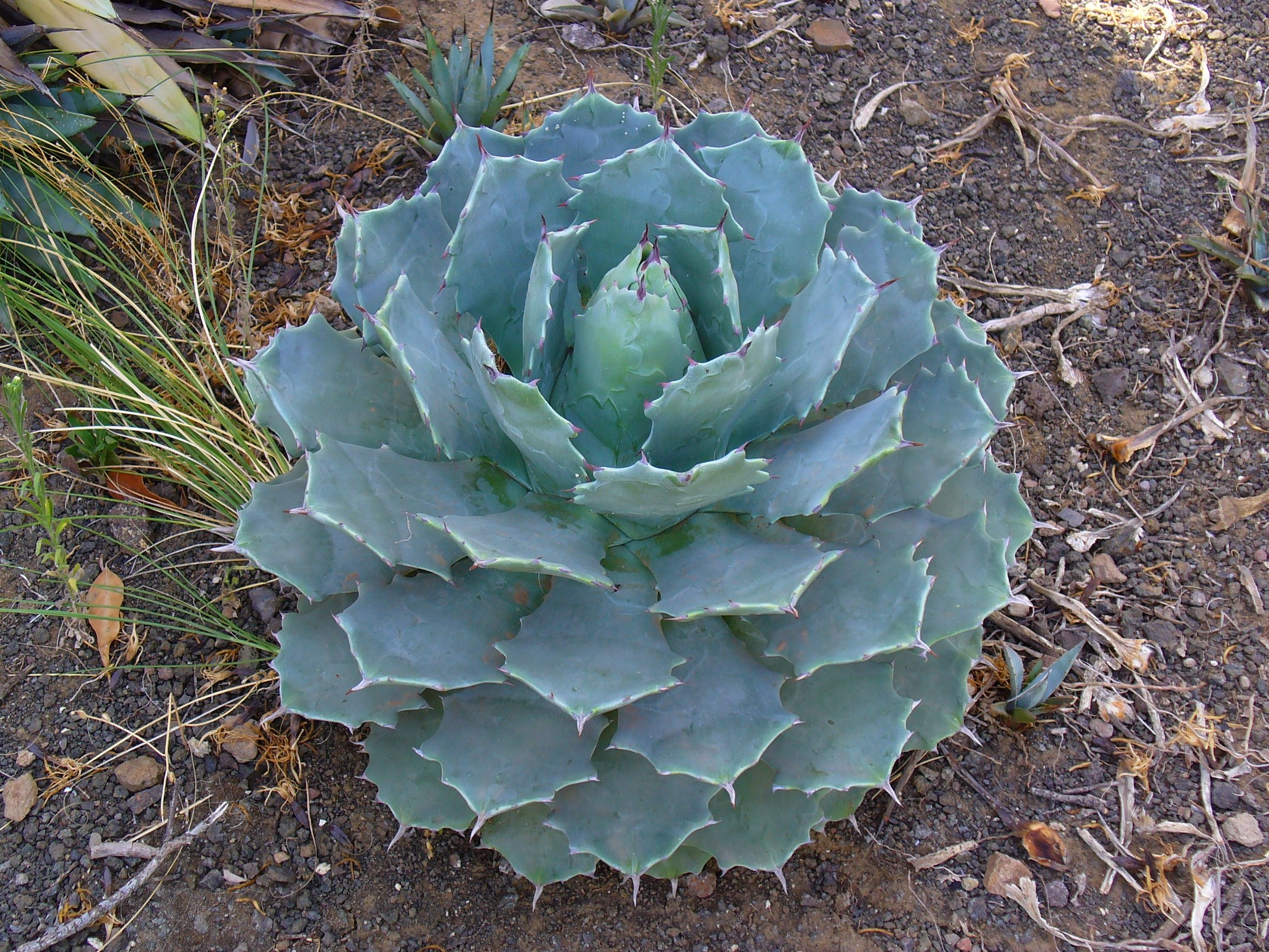
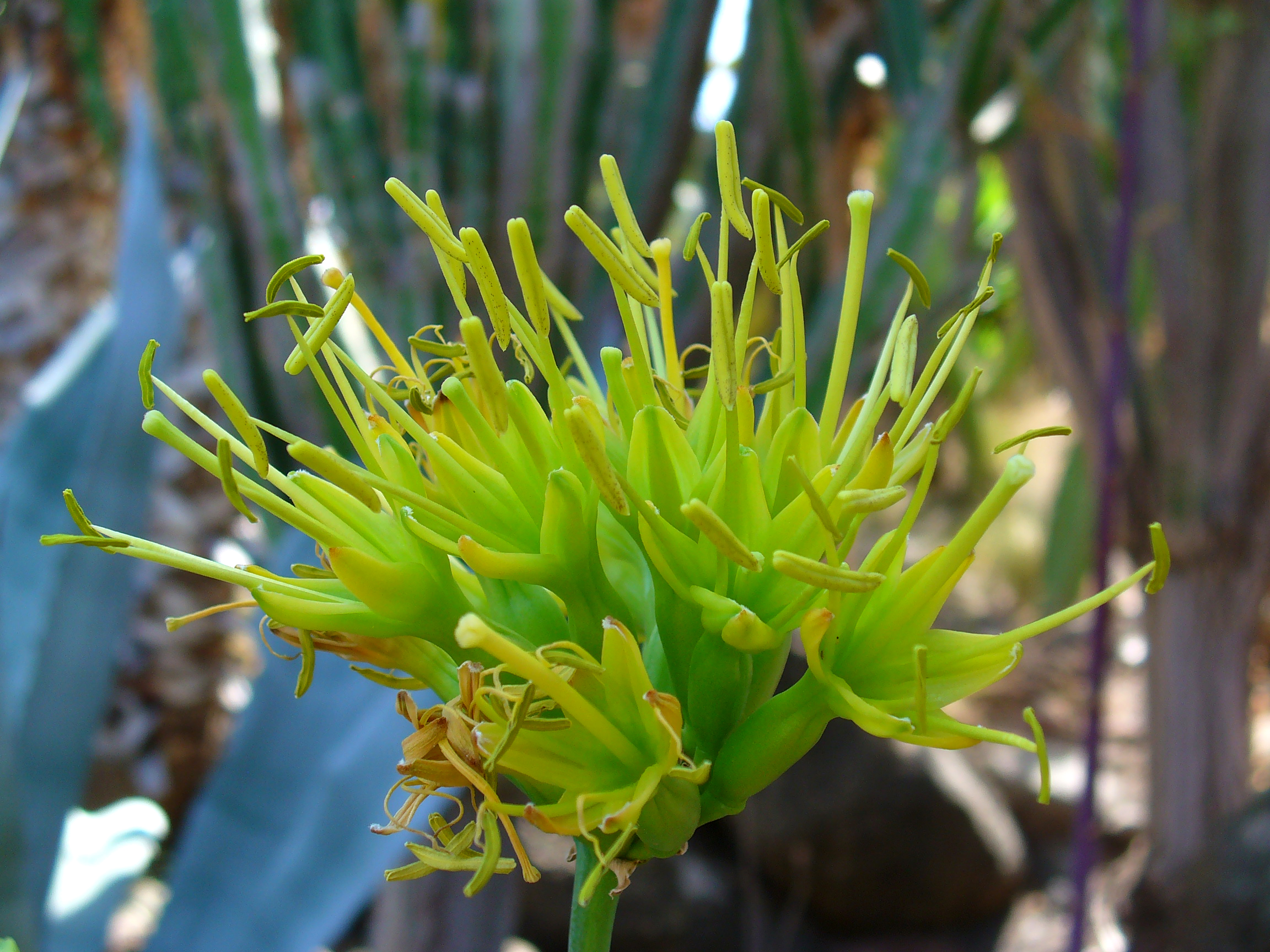
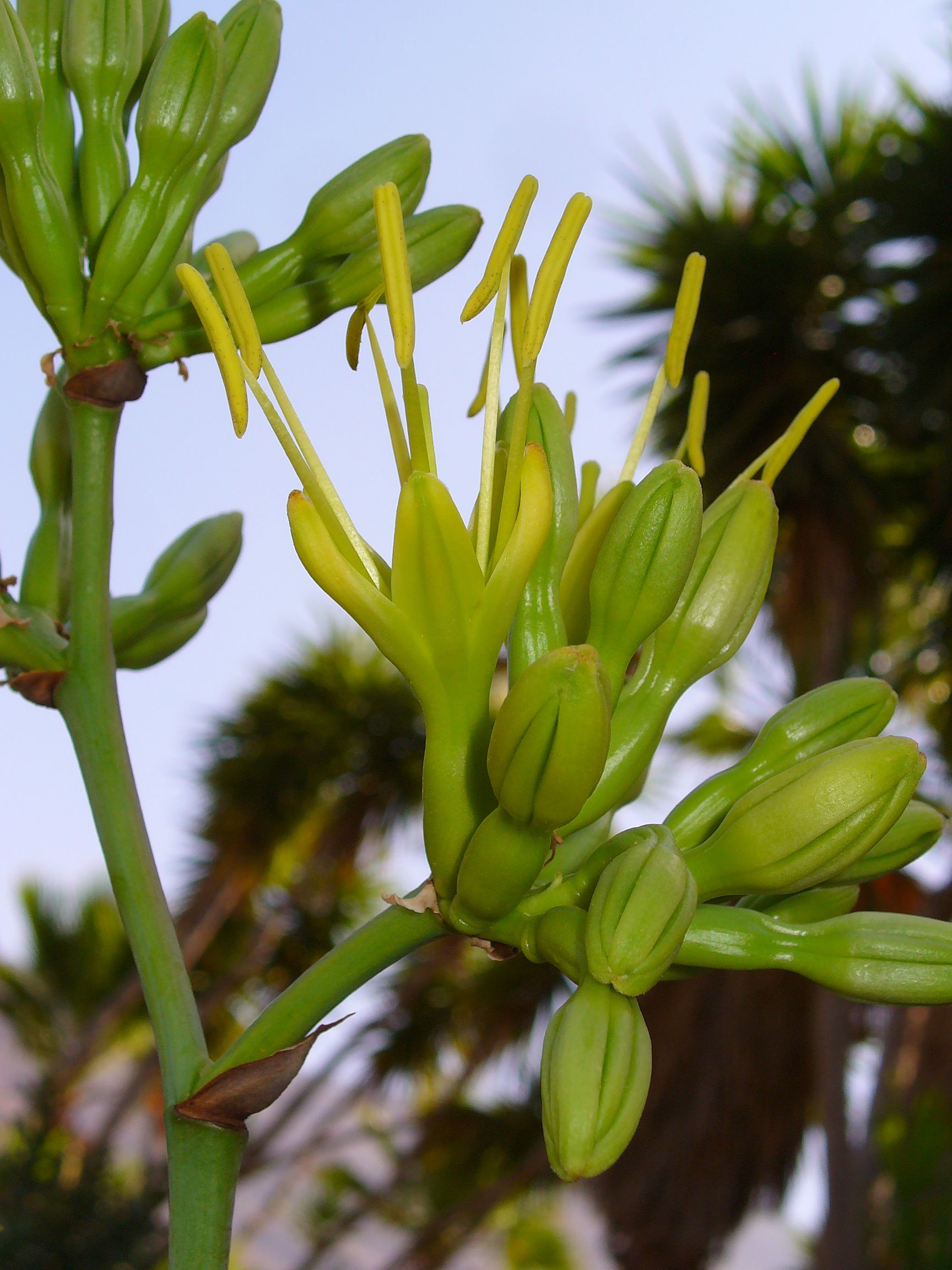